# アドリーヌ・オッペンハイム・ギマール

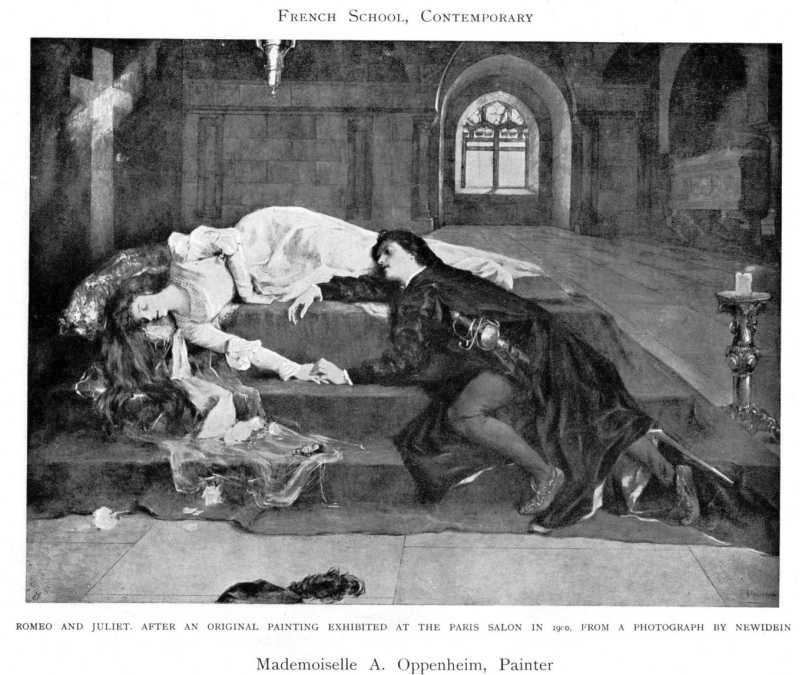
1905年のスパローの著書に掲載されたアドリーヌ・オッペンハイム・ギマールの作品「ロメオとジュリエット」(1900)

アドリーヌ・オッペンハイム・ギマール（Adeline Oppenheim Guimard、1872年10月1日 – 1965年10月26日）は、アメリカ生まれの画家である。肖像画などを描いた。フランスのアール・ヌーヴォー様式を代表する建築家のエクトール・ギマールの配偶者であった。

## 略歴
ニューヨークで生まれた。父親のエドワード・L・オッペンハイム（Edouard L. Oppenheim: 1841–1911）は、1857年にベルギーからアメリカ合衆国に移住し、金融家として成功した人物である。家族としばしばフランスを訪れ、アドリーヌ・オッペンハイムはフランスで、アルベール・メニャン（1845-1908）らから絵を学んだ。1899年にパリのフランス国民美術協会の展覧会に出展し、1905年にイギリスで出版されたウォルター・ショー・スパローの「Women Painters of the World」にアドリーヌ・オッペンハイムの作品「Romeo and Juliet」が収録された
。
1909年にすでにアール・ヌーヴォーの芸術家として注目されたいたエクトール・ギマール（1867–1942）と知り合い、結婚した。その年、ギマール自身が、建物や家具を設計したギマール邸（Hôtel Guimard）をパリ16区のモーツァルト (モザール) 通りに建築しそこに住んだ。
1938年にユダヤ系アメリカ人であるアドリーヌは、ナチスの脅威を恐れて夫とニューヨークに移り、ヘクター・ギマールは1942年にニューヨークで亡くなった。アドリーヌは数年をかけて夫の作品を収集し、さまざまな美術館や公共機関に寄贈した。
アドリーヌ・オッペンハイム・ギマールは1965年にニューヨークで亡くなった。夫とともにニューヨーク州のオレンジタウンに埋葬されている。